# Zygaspis violacea
Zygaspis violacea är en ödleart som beskrevs av den tyske zoologen och upptäcktsresanden Wilhelm Peters 1854. Zygaspis violacea ingår i släktet Zygaspis, och familjen Amphisbaenidae. Inga underarter finns listade.